# Terig Tucci
Terig Tucci (n. Buenos Aires, 23 de junio de 1897; m. Ibídem, 28 de febrero de 1973) fue un destacado músico argentino, compositor, director de orquesta, arreglador, violinista, pianista y mandolinista. Es mundialmente conocido por haber sido el director de la orquesta que acompañó a Carlos Gardel en las películas que este último filmó en Estados Unidos.

## Biografía
Terig Tucci, nació y se crio en el barrio de Constitución. Nació en una finca de la calle Estados Unidos, entre Solís y Cevallos. En su juventud fue albañil, igual que su padre, pero luego sintió el llamado de la música. La mandolina primero, luego el violín y posteriormente el piano, lo conectaron con el mágico mundo que no abandonó jamás.
En 1917 compuso la zarzuela Cariños de madre que fue estrenada en el Teatro Avenida por la compañía de López Silva. En 1919 compuso y estrenó su poema sinfónico Almafuerte.
Hasta 1923 actuó como violinista en Buenos Aires, en los teatros Politeama, Excelsior, Avenida y los cines Atenas y Bijou. En 1923 se radicó en Estados Unidos, dedicándose a orquestar música latinoamericana. En 1930 ingresó como arreglador a la National Broadcasting Company (NBC), como arreglador de la orquesta de la radio, trabajando hasta 1941 con los directores Hugo Mariani, Frank Black, Leopoldo Spitalny, Ernie Rappee, Andrée Kostelanetz, Percy Faith y Mitch Miller, entre otros. En ese período fue arreglador de las presentaciones radiales de Carlos Gardel en 1933 y 1934 y luego fue arreglador y director por pedido de éste, de la orquesta que lo acompañó en las películas que filmó en Estados Unidos (Cuesta abajo, El tango en Broadway, El día que me quieras y Tango Bar). Con Gardel y Alfredo Le Pera compuso tangos como "Noche estrellada" y "Recordando".
También dirigió para artistas como Laura Suárez, Cándido Boutilho, Julio Martínez Oyanguren, Graciela Párraga, Elsie Houston, Alfonso Ortíz Tirado, Juan Arvizú, Pedro Vargas, Olga Coelho, Marta Pérez, Los Panchos, Eva Garza, Azucena Maizani en la película Di que me quieres, Agustín Irusta, Armando Barbé , Daniel López Barreto y Alfredo Sadel con quien grabó un disco de enorme éxito.
A partir de 1932 y hasta 1964 estuvo a cargo de las grabaciones de músicos latinoamericanos del sello RCA. En 1954, esta empresa inicia una serie de álbumes en formato LP monoaural de 12 pulgadas, de música latina popular, en arreglos estilizados, denominada "Dinner In...." donde descubre el talento del joven compositor venezolano Aldemaro Romero así forma parte de una lista de músicos veteranos tales como, el mexicano Pablo Ruiz, el brasileño Rafael "Fafa" Lemos Junior y el cubano René Touzet la pléyade de artistas que dio vida a esta serie discográfica. 
Entre 1941 y 1947 trabajó para la Cadena de las Américas de la International General Electric, dirigió programas radiales de música latinoamericana. Durante los años cuarenta, también trabajó en el programa de radio Viva America del Columbia Broadcasting System en la ciudad de Nueva York, Estados Unidos, con varios músicos respetados de Norte y Sudamérica, entre ellos Juan Arvizu (tenor), Néstor Mesta Chaires (tenor), Elsa Miranda (vocalista), Alfredo Antonini (Director de Pan American Orchestra) y John Serry Sr. (acordeonista).
Entre 1951 al 1959, fue director musical de la división latinoamericana de la Voz de América.
En su orquesta se desempeñaron músicos como los argentinos Remo Bolognini (violín) y Eduardo Zito (violín); el mexicano Rafael Galindo (violín); el español Juan Manzo (violín); los uruguayos Abraham Thevenet (piano), Domingo Guido (bajo) y Vicente Navatta (chelo); y los estadounidenses Joe Biviano en acordeón y John Serry Sr. en acordeón.
En 1969 publicó el libro Gardel en Nueva York. 
Vino a Buenos Aires en 1973, falleciendo en ese mismo año el 28 de febrero, tras complicaciones en su salud  en el Hospital Italiano, a los 75 años.

## Libros
- Gardel en Nueva York (1969)

## Archivo
El catálogo Discografia de Grabaciones Historicas Estadounidenses (DAHR) de la Universidad de California en Santa Barbara incluye grabaciones de interpretaciones y composiciones de Terig Tucci a las que se puede acceder en linea.